# Milena Piotrowska
Milena Piotrowska z domu Niewieczerzał (ur. 20 kwietnia 1901 w Kucowie, zm. 13 stycznia 1996 w Pabianicach) – lekarz pediatra, Honorowy Obywatel Pabianic.

## Życiorys
Urodziła się w wielodzietnej rodzinie nauczycielskiej, miała sześcioro rodzeństwa. W 1906 r. z rodziną przeprowadziła się do Łodzi. Tam ukończyła Żeńskie Gimnazjum Rządowe i Gimnazjum nr 7 im. M. Pruszyńskiej. W 1919 r. zdała z wyróżnieniem egzamin maturalny w Gimnazjum im. P. Hevelkówny. W latach 1919–1926 studiowała na Wydziale Lekarskim Uniwersytetu Warszawskiego, uzyskując dyplom lekarza summa cum laude. Podczas wojny polsko-bolszewickiej dostała przydział do szpitala polowego.
Po odbyciu stażu podyplomowego pracowała w szpitalu im. Anny Marii w Łodzi, a w latach 1927–1929 w Zelowie (gdzie wraz z mężem byli jedynymi lekarzami w okolicy). Od r. 1929 rozpoczęła pracę w Pabianicach -  w żłobku miejskim, w Gimnazjum im. Królowej Jadwigi oraz Seminarium Nauczycielskim. Zorganizowała pabianicką filię organizacji „Kropla Mleka” zajmującej się dożywianiem dzieci (głównie niemowląt) mlekiem przygotowanym według określonej receptury.
Po wybuchu II wojny światowej trafiła do Warszawy, gdzie udzielała pomocy rannym żołnierzom. Stolicę opuściła po jej kapitulacji i powróciła do Pabianic. Przez cały okres okupacji niemieckiej leczyła dzieci polskie, niemieckie, a nawet - narażając swe życie – dzieci żydowskie z pabianickiego getta, za co w r. 1942 była dwa razy aresztowana. Współorganizowała żywność dla transportowanych wagonami kolejowymi polskich więźniów.
W 1951 r. utworzyła pierwszy w historii Pabianic oddział dziecięcy w Szpitalu Miejskim, którego objęła ordynaturę. Zorganizowała też od podstaw ambulatoryjne lecznictwo dla dzieci, tworząc Terenowy Zespół Pediatryczny i kolejne dwie poradnie pediatryczne. Dzięki jej staraniom w 1955 r. został otwarty Państwowy Dom Matki i Dziecka (dla samotnych matek). Rok później uruchomiła Kuchnię Mleczną, zajmującą się dożywianiem niemowląt i dzieci. Działała również w ramach bezinteresownej pomocy lekarskiej - tzw. "białych niedziel". Ponadto cały czas prowadziła edukację dotyczącą zdrowia i zasad profilaktyki zdrowotnej u dzieci.
Na emeryturę przeszła w r. 1968. Za swoje wybitne zasługi otrzymała tytuł Honorowego Obywatela Miasta Pabianice (1994).
Była żoną Walentego Piotrowskiego (zm. 1944), lekarza ginekologa, z którym miała córkę Krystynę.
Zmarła po długiej chorobie, w wieku 95 lat. Została pochowana obok męża na cmentarzu w Pabianicach.

## Ordery i odznaczenia
- Krzyż Kawalerski Orderu Odrodzenia Polski (1978)
- Złoty Krzyż Zasługi (1955)
- Medal 10-lecia Polski Ludowej (13 stycznia 1955)[2]
- Odznaka Towarzystwa Przyjaciół Pabianic